# Culto a la personalidad de Nicolae Ceaușescu

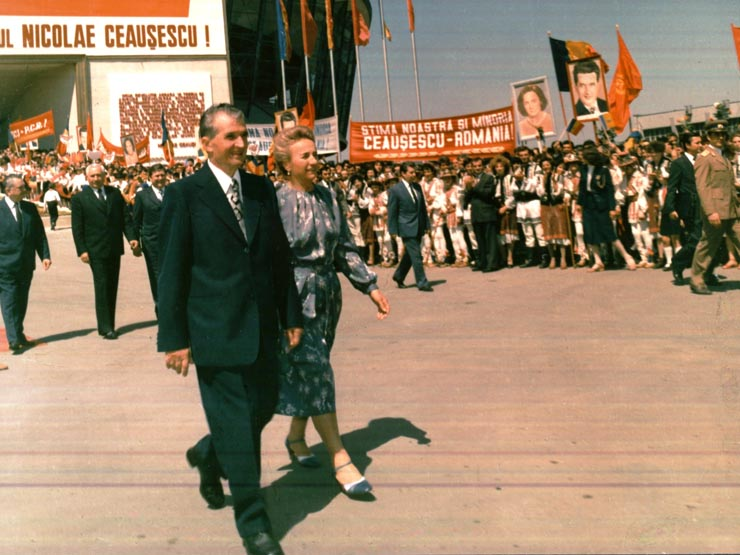
En la década de 1980, se había desarrollado un culto a la personalidad en torno a Nicolae Ceaușescu y su esposa Elena.

Durante la Guerra Fría, el presidente rumano Nicolae Ceaușescu presidió el culto a la personalidad más extremo dentro del Bloque del Este. Inspirado por el culto a la personalidad que rodea a Kim Il-sung en Corea del Norte, que se inició con las tesis de julio de 1971 que reformó la liberalización de la década de 1960 e impuso una rígida ideología comunista. Inicialmente, el culto a la personalidad estaba enfocada en el propio Ceauşescu. A principios de la década de 1980, sin embargo, su esposa, Elena Ceaușescu, fue objeto del mismo culto a la personalidad que su marido.

## Origen
Las primeras semillas de culto a la personalidad en Rumania puede encontrarse en la aclamación de Ceauşescu tras su discurso donde denunció la invasión de Checoslovaquia por el Pacto de Varsovia en 1968. A partir de esa fecha hubo una creciente identificación con Ceausescu con Rumania, tanto en los medios de comunicación rumanos y las declaraciones de otros oficiales y figuras gubernamentales rumanas. El inicio real del culto a Nicolae Ceaușescu, sin embargo, se produjo después de la visita de este a la República Popular China y Corea del Norte en 1971. Se mostró especialmente impresionado con la manera muy especial en la que China de Mao Zedong y la Corea del Norte de Kim Il-sung gobernaba sus países influenciados por sus «revoluciones culturales» asiáticas y así como el culto a la personalidad que les rodeaba.
El antecesor de Ceauşescu, Gheorghe Gheorghiu-Dej, había sido objeto de un culto a la personalidad. Sin embargo, el culto en torno a Nicolae Ceaușescu fue mucho más allá de cualquier cosa que involucró a Gheorghe Gheorghiu-Dej, como un observador independiente señaló sobre los hechos referente al culto a Nicolae Ceausescu y lo describió como un «régimen sultanístico».

## Características

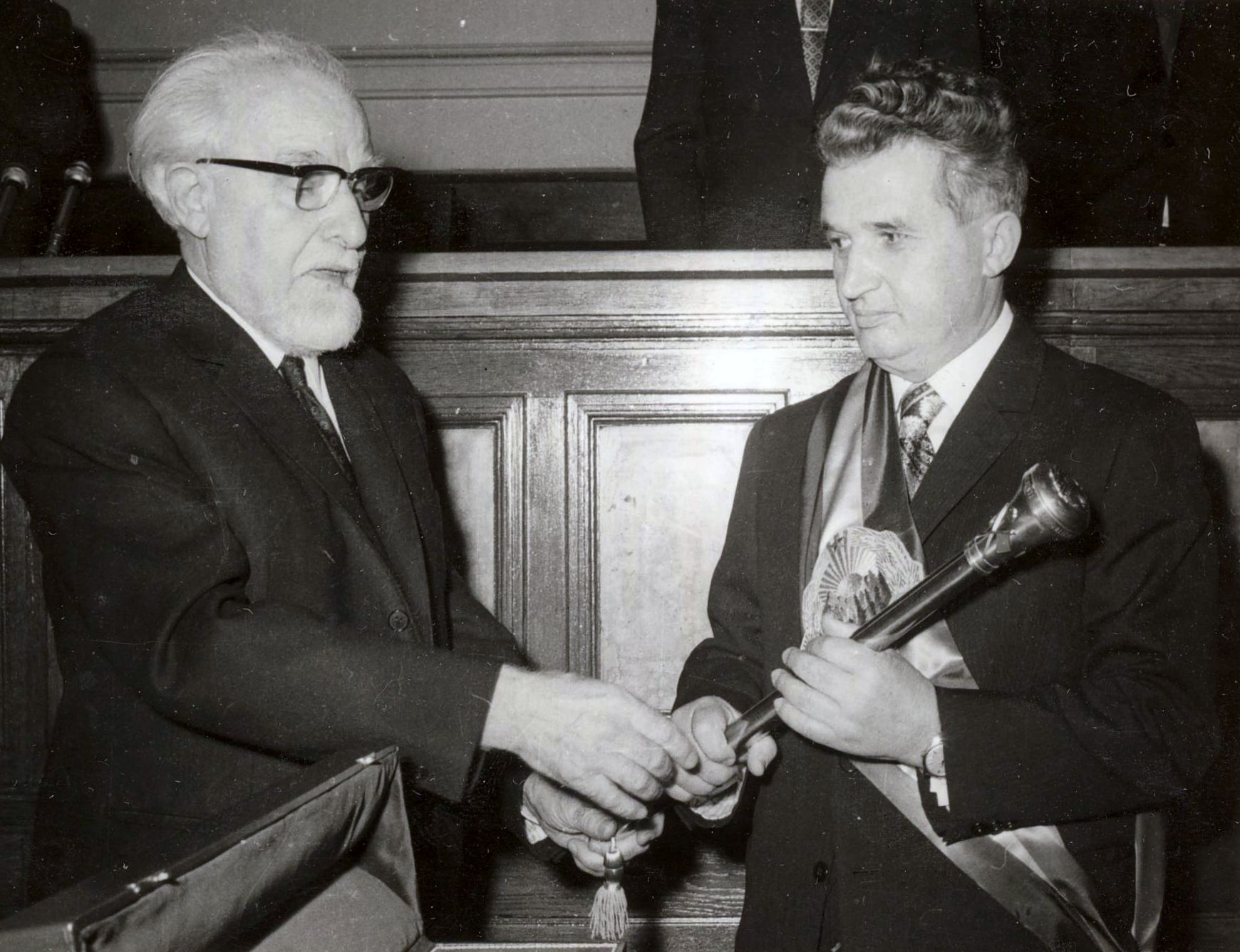
Ștefan Voitec entregando a Nicolae Ceaușescu el cetro presidencial el 28 de marzo de 1974 ante la Gran Asamblea Rumana.

Ceauşescu se convirtió en presidente del consejo de estado rumano en 1967, haciéndolo de jure así como jefe de Estado de facto. En 1974, el puesto se convirtió en un puesto ejecutivo de pleno derecho, el presidente de la República. En ese momento, se le dio un «Cetro Presidencial» como si fuera un rey. Salvador Dalí lo felicitó por su nuevo cetro en un telegrama publicado por la prensa estatal en Rumania, que no vio el sarcasmo en la observación.
Además, Ceauşescu fue presidente del Consejo Supremo de Desarrollo Económico y Social, presidente del Consejo Nacional de Trabajadores y presidente del Frente de Democracia y Unidad Socialista. Desde los primeros años, los escolares aprendieron poemas y canciones en las que se elogia «al partido, al líder y a la nación».
El propósito del culto a la personalidad era hacer imposible cualquier oposición pública a Ceauşescu, porque por definición se le consideraba infalible y por encima de cualquier crítica.

## Representaciones de los medios de comunicación rumanos

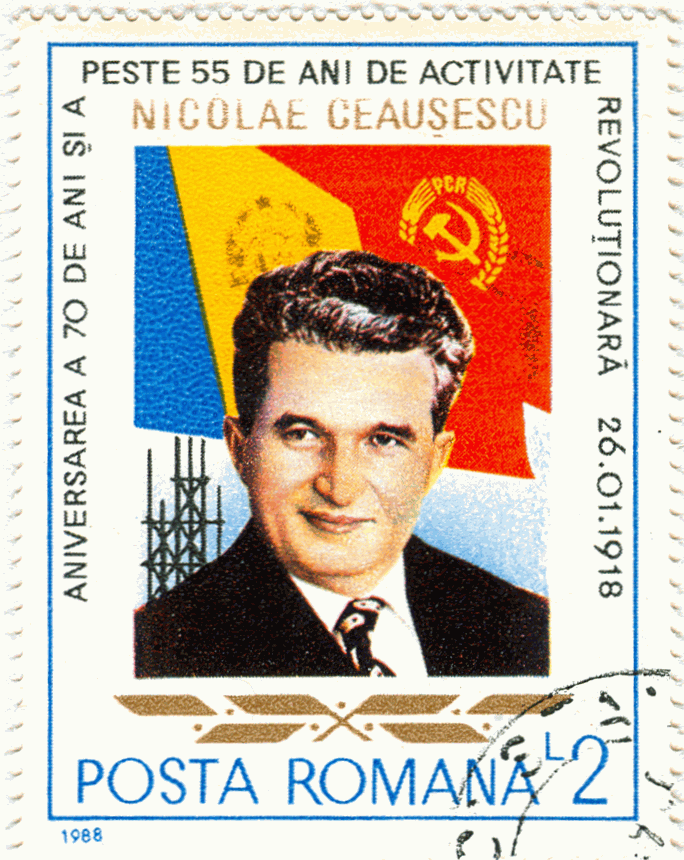
Sello postal rumano con el rostro de Nicolae Ceaușescu.

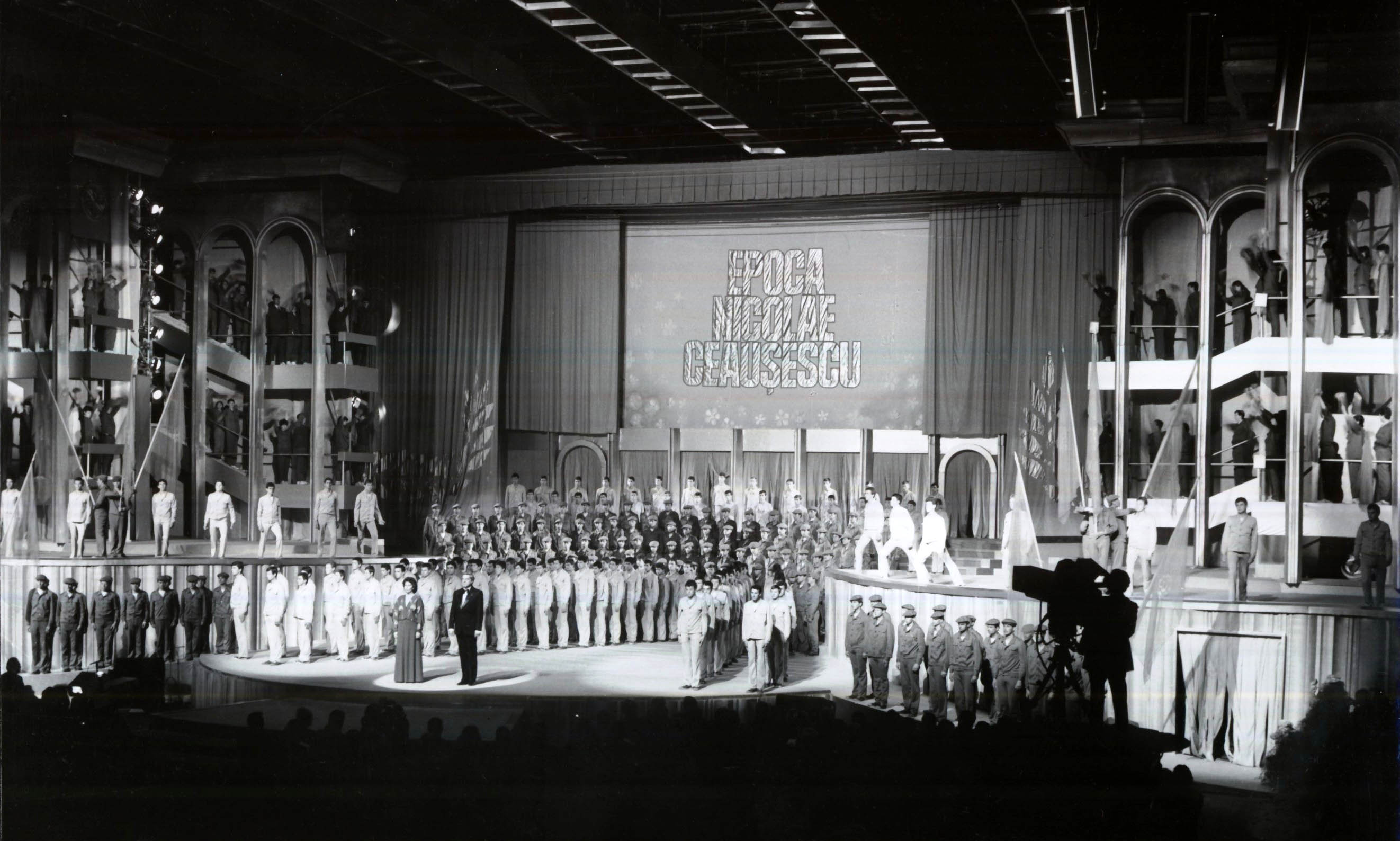
Representación La era de Ceausescu en la Televisión Rumana en 1986.

Ceausescu comenzó a ser representado por los medios de comunicación rumanos como un genio teórico comunista que hizo contribuciones significativas al marxismo-leninismo y un líder político cuyo «pensamiento» era la fuente de todos los logros nacionales. Sus obras completas fueron publicadas y reeditadas a intervalos regulares y traducidos a varios idiomas. Las obras terminaron numeradas en docenas de volúmenes y fueron omnipresentes en las librerías rumanas. Elena Ceaușescu fue retratada como la «Madre de la Nación». En todos los casos, su vanidad y su deseo de honores superaron a la de su esposo.
Los medios de comunicación rumanos utilizaron la expresión «época de oro de Ceauşescu» y una plétora de denominaciones fomulativas como «garante del progreso e independencia de la nación» y «arquitecto visionario del futuro de la nación». 
Dan Ionescu, escritor de Radio Free Europe, compiló una lista de epítetos para Ceauşescu que fueron utilizados por escritores rumanos. Entre ellos se encuentran «arquitecto», «cuerpo celeste» (Mihai Beniuc), «demiurgo», «dios secular» (Corneliu Vadim Tudor), «abeto», «príncipe encantador» (Eugen Barbu), «milagro», «estrella de la mañana» (Vasile Andronache), «navegante» (Victor Nistea), «salvador» (Niculae Stoian), «sol» (Alexandru Andriţoiu), «titán» (Ion Potopin) y «visionario» (Viorel Cozma). Lo más comúnmente se describió como el Conducător, o «el líder».
Sin embargo, también se le describe como un hombre de origen humilde, que había llegado a la cima a través de sus propios esfuerzos, por lo que se simbólicamente ligado a héroes populares de la historia rumana, como Horea y Avram Iancu.
No es de extrañar que a los Ceauşescu les preocupara mucho su imagen pública. La mayoría de sus fotos de ellos los mostraban a la edad de 40 años. La televisión estatal rumana tenía órdenes estrictas de representarlos de la mejor manera posible. Por ejemplo, los productores tuvieron que tener mucho cuidado para asegurar que la altura de 1,65 metros (5,4 pies) de Ceauşescu nunca se enfatizara en la pantalla. Elena Ceaușescu nunca fue vista de perfil debido a su nariz grande y su aspecto poco atractivo en general. Las consecuencias por romper estas reglas eran severas; Un productor mostró imágenes de Ceauşescu parpadeando y tartamudeando, y fue prohibido por tres meses.[cita requerida]
Durante un tiempo, las fotografías omnipresentes de Ceauşescu utilizaban una foto en la que se le mostraba en medio perfil, mostrando solamente una oreja. Después que se extendió una broma sobre este retrato, por «estar en un oído» (una expresión rumana que significa «estar loco»), las fotografías de perfil se consideraron inadecuadas y los retratos fueron reemplazados por nuevas fotografías en las que ambas orejas eran claramente visibles.[cita requerida]

## Arte y literatura
Los intelectuales rumanos fueron llamados a expresar su reconocimiento a Ceauşescu. En 1973 se publicó un gran libro llamado Omagiu (»Elogio»), en su honor. En la década de 1980, se publicaron los volúmenes anuales de elogio por los intelectuales rumanos, que contienen prosa, poesía y canciones. Estos volúmenes fueron publicados el cumpleaños de Nicolae, que era una festividad nacional. Los artistas de Rumania, como el pintor Sabin Bălaşa, representaron a Ceauşescu en obras de arte encargadas por el estado. 

## Otros títulos

### Nicolae Ceaușescu
El Presidente de Rumania Nicolae Ceaușescu, Secretario General del Partido Comunista Rumano (PCR), presidente de la República Socialista de Rumania, Comandante Supremo de las Fuerzas Armadas, era también conocido como:
1. Eminente revolucionario y enardecido patriota.
2. Genio de los Cárpatos.
3. Roble de Scornicesti.
4. Campeón de la Paz.
5. Hijo más querido del Pueblo.
6. Gran abanderado.
7. Brillante conductor del partido y el país.
8. Personalidad excepcional del mundo contemporáneo.
9. Héroe del Trabajo Socialista.
10. Gran Héroe de la Paz, el entendimiento y la colaboración entre todas las naciones del mundo.

### Elena Ceaușescu
1. Camarada Académica Doctora Ingeniera.
2. Política de importancia.
3. Científica de renombre mundial.
4. Científica sumamente preocupada del progreso de la ciencia rumana, preocupada por la ciencia en el mundo de hoy y el destino de la paz mundial.

## Laoposición

### Dentro de la sociedad civil rumana

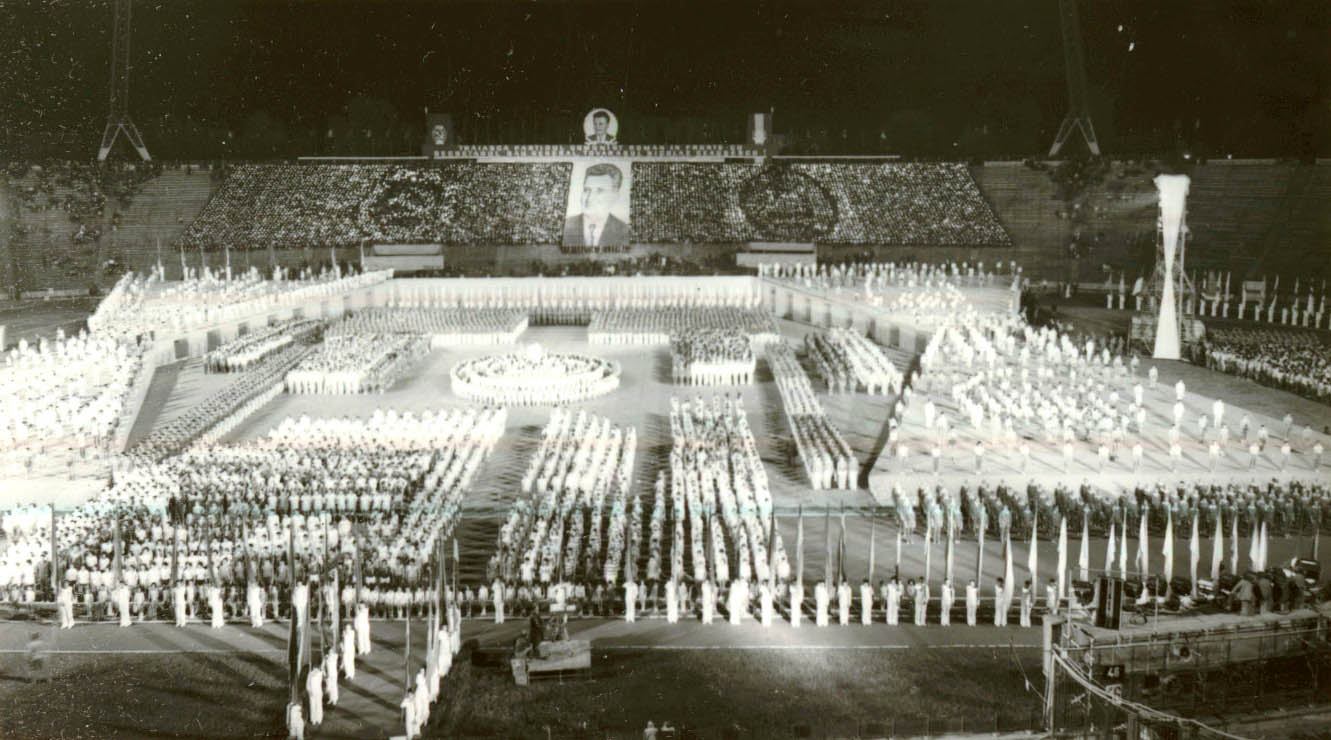
Mitin político rumano en 1978.

Según el disidente Mihai Botez, la razón principal por la cual pocas personas estaban dispuestas a expresar abiertamente la disidencia no era sólo un tema de valor, sino también un análisis costo-beneficio: muchas personas se daban cuenta de que hablar no haría nada para cambiar al régimen comunista que estaba bien organizado y porque sufrirían las consecuencias de hacerlo, como ser expulsados de la universidad, enviados al exilio interno o obligados a abandonar el país. 
El problema también fue aumentado por el hecho de que hasta finales de la década de 1980, los países occidentales tenían buenas relaciones con Ceauşescu y no les importaban los problemas internos de Rumania. La admiración por las políticas independientes de Rumania expresadas por los Estados Unidos, Reino Unido, Francia y Japón desalentó a la oposición. Mihai Botez dijo que sentía que durante años, disidentes como él eran percibidos como «enemigos de Occidente» porque estaban tratando de alejar a Nicolae Ceaușescu de los Estados Unidos.
El apoyo de los países occidentales a Ceauşescu terminó con el ascenso de Mijaíl Gorbachov en 1985 en la Unión Soviética, cuando Ceauşescu dejó de ser relevante en la escena mundial y los países occidentales le criticaron por su falta de voluntad para implementar su propia versión de perestroika y glasnost.

### Dentro delPartido Comunista de Rumania
Hubo poca o nula disidencia dentro del Partido Comunista de Rumania. Un incidente importante ocurrió en noviembre de 1979, durante el Duodécimo Congreso del Partido Comunista, cuando un alto funcionario de alto rango, Constantin Pîrvulescu, acusó al Congreso de hacer poco por resolver los problemas que entonces existían en el país porque estaba preocupado perpetuando la glorificación y el culto a la personalidad de Ceauşescu. Después de esto, fue expulsado del Congreso y puesto bajo estricta vigilancia y arresto domiciliario.

## Caída y fin
El 17 de diciembre de 1989 Ceaușescu ordenó al Ejército y a la Securitate disparar contra la población civil que se manifestaba en la ciudad de Timișoara. La rebelión se extendió y llegó a Bucarest, donde el 22 de diciembre las Fuerzas Armadas se rebelaron y se unieron a los manifestantes. Ese mismo día, Ceaușescu y su esposa Elena, junto a dos colaboradores, huyeron de Bucarest en un helicóptero. Llegaron a la residencia de Ceaușescu en Snagov, de donde volvieron a partir en helicóptero, pero aterrizaron cerca de Targoviște porque las Fuerzas Armadas habían restringido los vuelos en el espacio aéreo de todo el país. Luego de ser recogidos por un médico que los dejó en el camino, alegando problemas mecánicos, y un segundo automovilista a quien Ceaușescu afirmó que dirigiría una resistencia contra el golpe de Estado, el matrimonio Ceaușescu fue arrestado por la policía en un control de carretera y entregado a los militares insurrectos.
El 25 de diciembre de 1989, Ceaușescu y su mujer fueron condenados a muerte por un tribunal militar en un juicio sumarísimo y fueron fusilados.

## Legado
A finales de la década de 1980, el Partido Comunista de Rumania —y de hecho, casi todas las demás instituciones de Rumania— se había subordinado completamente a la voluntad de Ceauşescu. Esto contrastaba con la situación en otros países comunistas. La mayoría de los líderes gobernantes del Partido Comunista de Rumania eran meramente el primero entre iguales, incluso con el gran poder que venía con sus puestos. Aunque Nicolae Ceaușescu era un comunista nacional, su absoluto control sobre el país y la omnipresencia del culto llevaron a varios observadores extranjeros a describir su régimen como una de las cosas más cercanas a un régimen estalinista de estilo antiguo.
Debido en parte a la subordinación del Partido Comunista de Rumania a Nicolae Ceaușescu y después de la Revolución rumana, el Partido Comunista de Rumania desapareció de la vida política del país y nadie o ninguna agrupación política rumana que se declare heredero de este se ha ganado por sus votantes un escaño en el Parlamento de Rumania. 
Debido al culto a la personalidad y a la concentración del poder en manos de la familia Ceauşescu, gran parte de la frustración del pueblo rumano se dirigió personalmente contra Nicolae Ceaușescu, en lugar de contra el aparato político del Partido Comunista de Rumania en su conjunto.
Esta es la razón por la que el ganador de las elecciones generales de 1990 fue el Frente de Salvación Nacional, formado en gran parte por antiguos miembros del Partido Comunista.